# Dolar Calgary
Dolar Calgary wł. Calgary Dollars – lokalna waluta w Calgary w Kanadzie. Funkcjonuje w ramach miasta, choć nie jest prawnym środkiem płatniczym wspieranym przez rząd. W zamian funkcjonuje jako środek pobudzenia rozwoju lokalnego (zgodnie z twierdzeniem jej zwolenników) jak również wspiera budowę społeczności lokalnej. Organizacja wydająca dolary Calgary uważa ją za jawnie usankcjonowaną przez Canada Revenue Agency (CRA) w oparciu o publikację dyskutującą opodatkowanie "jednostek kredytowych posiadających wartość zdawkową" używanych jako środek wymiany przez lokalne grupy barterowe.

## Waluta
Występuje w banknotach o nominale 1, 5, 10, 25 i 50 dolarów Calgary.
Banknoty są drukowane na materiale plastikowym o tym samych wymiarach co dolary kanadyjskie. W druku symbolem waluty jest zwykle C$.

## Historia
Waluta powstała w 1996 jako projekt The Arusha Centre w Calgary. Projekt pierwotnie określany był jako "Bow Chinook Barter Community (BCBC)" a sama waluta jako "Bow Chinook Hour"". W 2002 przemianowano ją i projekt na Dolar Calgary.